# Ferenc Ribáry
Dans le nom hongrois Ribáry Ferenc, le nom de famille précède le prénom, mais cet article utilise l’ordre habituel en français Ferenc Ribáry, où le prénom précède le nom.
Ferenc Ribáry, né le 6 octobre 1827 à Kolta (Empire d'Autriche) et mort le 17 mai 1880 à Budapest (Autriche-Hongrie), est un historien, géographe, linguiste et universitaire hongrois. Il est notamment l'auteur d'une grammaire basque qui sera traduite en français par Julien Vinson. 

## Publications

### Histoire
- (hu) Babylonia és Assyria őskori történetének hitelessége (Pest, 1869) ;
- Egy lap Egyiptom őskori történetéből (Bp., 1875) ;
- (hu) A pelasg kérdés mai állása s a jobbágyság a helleneknél és rómaiaknál (Budapest, 1875) ;
- A Claudiusok története (Bp., 1876) ;
- A legújabb kor története (Bp., 1878) ;
- Az ókor története (I – III., Bp., 1879 – 81).

### Géographie
- A magyar királyság földirata (Pest, 1872) ;
- Egyetemes földirat (Budapest, 1874) ;
- Földrajzi kis atlasz (u. o. 1873).

### Linguistique
- (hu) A baszk nyelv ismertetése (Budapest, 1866) ;
  - Essai sur la langue basque par François Ribary : traduit du hongrois avec des notes complémentaires et suivi d'une notice bibliographique par Julien Vinson (Paris, 1877).